# Цветан Спасов (партизанин)
 Тази статия е за българския партизанин.  За революционера вижте Цветан Спасов.  
Цветан Спасов Илиев (Ради) е антифашист, деец на РМС. Участник в Съпротивителното движение по време на Втората световна война. Партизанин от Бъркашката партизанска чета.

## Биография
Цветан Спасов е роден на 1 ноември 1919 г. в гр. Плевен. Като ученик е активен сътрудник на в-к „Въздържателче“ и на други детски вестници и списания. В Плевенската гимназия продължава литературните си занимания. Участва в литературните четения, устройвани от литературния кръжок „Златоструй“. Член на РМС (1937). Завършва средно образование със специална награда от родителско-учителския комитет (1938).
Студент в Юридическия факултет на Софийския университет. Активен деец на БОНСС. Занимава се с публицистична и литературна дейност. Участва в работата на есперантския конгрес (1939) и в създаването на литературния кръжок „Ракитин“ към читалище „Съгласие“ (Плевен). Секретар на Окръжното ръководство на РМС в Плевен (1941).
Участник в Съпротивителното движение по време на Втората световна война. Заплашен от арест на 8 март 1942 г. излиза в нелегалност. През 1942 и 1943 г. Плевенския военен съд го осъжда задочно на смърт по ЗЗД. През есента на 1943 г. участва в създаването на Бъркашката партизанска чета и е неин политкомисар. Пише стихове и публицистични статии.
На 14 февруари 1944 г. попада в обкръжение заедно със Слави Алексиев в къщата на ятака Бочо Станчев в Плевен. В ожесточената престрелка загива Бочо Станчев, а Слави Алексиев и Цветан Спасов се самоубиват с последните си патрони.
Поетичното и публицистичното му творчество е издадено след 9 септември 1944 г.